# 三苯基氧化膦
三苯基氧化膦（英文：Triphenylphosphine oxide），或称三苯基氧膦、氧化三苯基膦，是化学式为OP(C6H5)3的有机磷化合物。分子式常简写为Ph3PO或PPh3O，Ph代表C6H5。室温下为白色晶体，是三苯基膦的氧化产物，常用作化合物的结晶引发剂。

## 结构及性质
Ph3PO与类似的POCl3都为四面体结构， 氧原子呈碱性。其骨架的刚性及氧原子的碱性，都致使三苯基氧化膦可以誘發结晶其他方法难以结晶的化合物，对于含酸性氢的物质，比如酚尤其有效。

## 有机合成中的副产物
有机合成中很多反应，如Wittig、Staudinger和光延反应都会产生Ph3PO副产物，PPh3Cl2在转化醇为氯代烃也会产生三苯基氧化膦：
Ph3PCl2  +  ROH  →  Ph3PO  +  HCl  +  RCl
氧化的三苯基膦可通过与三氯硅烷反应得到再生：
Ph3PO  +  SiHCl3  →  PPh3  +  1/n (OSiCl2)n  +  HCl

## 配位化学
Ph3PO可以与很多“硬酸”金属原子配合，典型的配合物例如四面体型的NiCl2(OPPh3)2。
很多金属离子都可催化PPh3氧化至Ph3PO的反应，因此三苯基膦样品中常常含有杂质三苯基氧膦：
2 PPh3  +  O2  →  2 Ph3PO

## 深层阅读
- 三苯基氧化膦—Chemexper.com